# Sankelmark
Sankelmark é uma vila da Alemanha, localizada no município de Oeversee, distrito de Schleswig-Flensburg, estado de Schleswig-Holstein.
Até 29 de fevereiro de 2008, Sankelmark era um município, a partir de 1 de março de 2008, foi incorporado ao município de Oeversee.